# Трикарико
Трикарико (итал. Tricarico) — коммуна в Италии, расположена в регионе Базиликата, подчиняется административному центру Матера.
Население составляет 6115 человек (на 2004 г.), плотность населения составляет 35 чел./км². Занимает площадь 176 км². Почтовый индекс — 75019. Телефонный код — 0835.
Покровительницей коммуны почитается Пресвятая Богородица. Праздник ежегодно празднуется 15 июля. Покровителем коммуны также почитается святой Потит, празднование 14 января и 17 июля.